# ونتهلی
ونتهلی (به انگلیسی: Vanthali) یک شهرک در هند است که در گجرات واقع شده‌است.

## خصوصیات
ونتهلی ۱۵٬۸۶۱ نفر جمعیت دارد.